# Glossopteris
Glossopteris (del griego Glosso = lengua, del latín pteris= helecho) es un género fósil de hojas, perteneciente al grupo de las Pteridospermas, que caracterizó al período Pérmico. La abundancia y distribución de estas hojas en Sudamérica, India, Australia y África, posteriormente descubierto también en Antártida, fue una de las evidencias utilizadas por Alfred Wegener para reconstruir el supercontinente de Gondwana.